# Samaná
Samaná è una città di 108 179 abitanti (dati del 2012) della Repubblica Dominicana. È il capoluogo ed il centro maggiore della provincia omonima.

## Storia
Samanà è stata fondata nel 1756 ed è divenuta municipio nel 1865. Il suo nome completo è Santa Bárbara de Samaná ma è caduto in disuso.

## Geografia fisica

### Caratteristiche
La cittadina sorge al centro e sul lato meridionale della penisola omonima, lungo la baia di Samaná, ed affaccia sull'Oceano Atlantico. Dista 170 km da Santo Domingo e circa 200 da Santiago de los Caballeros.
L'esteso territorio comunale conta 2 isolette (Bacardi) di fronte alla spiaggia di Cayo Levantado, le località di Los Cacaos ed El Valle ed i capi di Punta Balandra, Cabo Samaná e Cabo Cabrón, questi ultimi 2 circoscriventi la Bahia de Rincón.

### Suddivisione

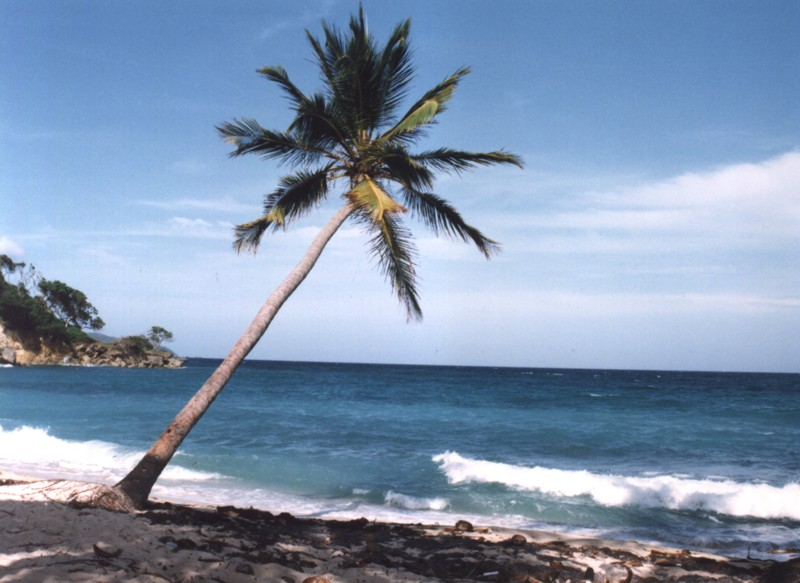
La spiaggia di Cayo Levantado

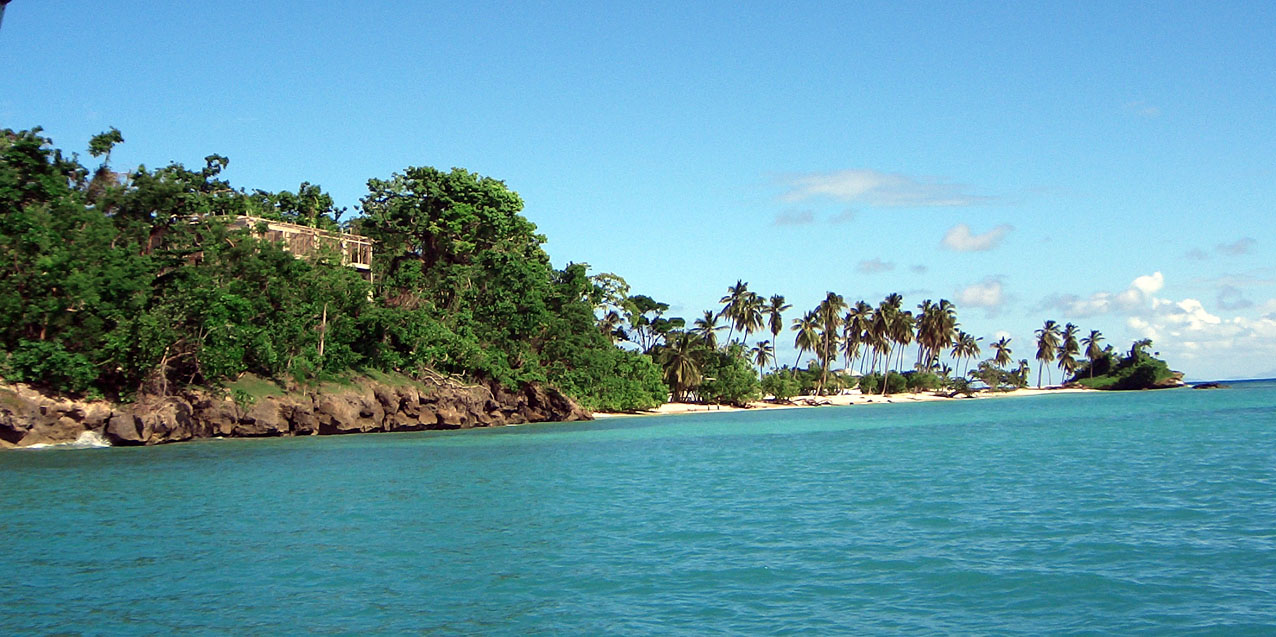
Gli isolotti Bacardi a Cayo Levantado

Samaná comprende 3 distretti municipali: 
- Arroyo Barril è situato ad est della cittadina sulla Baia di Samaná, non distante dall'aeroporto cittadino e sulla ferrovia.
- El Limón è situato a nord della cittadina, e dista circa 2 km dalla costa atlantica.
- Las Galeras è situato a nord-ovest della cittadina, al centro della Bahia de Rincón. Conta la spiaggia di Cayo Levantado, le isole Bacardi e le località di Los Cacaos ed El Valle.

## Economia
L'economia cittadina si basa principalmente sul turismo, la pesca e l'agricoltura.

## Infrastrutture e trasporti
Samaná è il capolinea di una piccola linea ferroviaria usata principalmente per il trasporto di canna da zucchero. Essa conta altresì la presenza di un aeroporto, non distante dal centro urbano. Nel 2008 è stata inaugurata l'autostrada Samaná-Santo Domingo che permette di spostarsi tra le due città in meno di tre ore.

## Media
Gli isolotti "Bacardi", situati nel comune, sono stati il luogo delle prime 3 edizioni del reality show italiano L'isola dei famosi.